# Fabian Suck
Fabian Suck (* 11. März 2002) ist ein deutscher Volleyballspieler.

## Karriere
Suck wurde über ein Schulprojekt vom TSV Herrsching entdeckt. In der Saison 2020/21 spielte er mit einem Zweitspielrecht beim Erstligisten TSV Unterhaching, dem in der Bundesliga nur ein Sieg gelang. 2022 wechselte der Mittelblocker zum Zweitligisten ASV Dachau. Dem Verein gelang in der Saison 2022/23 der Aufstieg in die erste Liga. In der Saison 2023/24 unterlagen die Dachauer im DVV-Pokal-Achtelfinale und verpassten als Tabellenneunter der Bundesliga-Hauptrunde die Playoffs.